# サム・J・ジョーンズ
サム・J・ジョーンズ（Sam J. Jones、1954年8月12日 - ）は、アメリカ合衆国の俳優。

## 来歴
俳優としての特徴
イリノイ州シカゴで生まれ、カリフォルニア州サクラメントで育つ。
ジョン・ミリアス監督の『ビッグ・ウェンズデー』（1978年）にエキストラ出演した後に俳優デビューし、ブレーク・エドワーズ監督の『テン』（1979年）に端役出演の後、1980年の主演映画『フラッシュ・ゴードン』で知られるようになる。固定されたイメージのために伸び悩み、テレビ・シリーズのゲスト出演や低予算のアクション映画に活路を見いだしたが、キャリアは萎みかけていた。そんな折り、1980年代中頃からは東南アジア映画にも進出し、1980年代後半からは米国本土の低予算アクション映画で主役のみならず、悪役も演じる様になり、新境地を開拓した。その後は特に代表作には恵まれないが、今日に至るまで息の長い活動をしている。
東南アジアでの活動
キャリアが衰退する1980年代半ばには香港資本の残酷描写の多いベトナム戦争物『ジャングル・ヒート/戦慄のベトナム開放戦線』（1984年/未/ビデオ）に海兵隊員役で出演したが、出番が多くなく、パッチワーク的なチグハグな出来映えの作品だった。
1980年代後半にはフィリピン・ロケ作品に立て続けに主演し、エディー・ロメロ監督の『ゴリラ・フォース』（1988年/未/ビデオ）や『ウルトラマンG/ゴーデスの逆襲』（1990年）のアンドリュウ・プロウズ監督の『ドライビング・フォース/地獄のモンスター・トラック』（1988年）、シルヴァー・スター・フィルム社の『トライゴン・ファイヤー』（1989年/未/ビデオ）がある。また、同時期には米国本土で撮影された『サイレント・アサシン』（1988年/未/ビデオ）ではリンダ・ブレアとマコと共演し、韓国の職人監督であるイ・ドゥヨンが監督を務めていた。
1990年代に入ると、ジャン＝マイケル・ヴィンセントと共演した戦争アクション物『バトル・ストーム』（1990年/未/ビデオ）に敵役で出演した。監督はタイのP・シャロンが担当し、フランス資本との合作だったが、日本では米国映画として紹介された。因みに、日本人俳優の堀田真三が旧日本軍役で端役出演していた。また、1991年には香港で活躍したアクション女優であるシンシア・ラスロックが主演したインドネシア映画『ブルー・リベンジ』（1992年/未/ビデオ）にビリー・ドラゴ演じる敵役の麻薬中毒の手下として配役されたが、台詞の少ない役どころで、本作も日本では米国映画として紹介されている。

## 主な出演作品

### 映画
| 公開年 | 邦題 原題                                                    | 役名                         | 備考                 |
| ------ | ------------------------------------------------------------ | ---------------------------- | -------------------- |
| 1979   | テン 10                                                      | デヴィッド                   |                      |
| 1980   | フラッシュ・ゴードン Flash Gordon                            | フラッシュ・ゴードン         |                      |
| 1985   | ジャングル・ヒート/戦慄のベトナム解放戦線 Jungle Heat        | ゴードン                     |                      |
| 1986   | 幸せへのリムジン My Chauffeur                                | バトル                       |                      |
| 1987   | タイフーン・ジェーン/アブアブの秘宝 Jane and the Lost City   | ジャングル・ジャック・バック |                      |
| 1987   | ハイウェイマン The Highwayman                                | ハイウェイマン               | テレビ映画           |
| 1988   | バトル・コップ/LAコネクション Under the Gun                  | マイク・バクストン           |                      |
| 1988   | サイレント・アサシン Silent Assassins                        | サム・ケトル                 |                      |
| 1988   | ゴリラフォース Whiteforce                                    | ジョニー・クイン             |                      |
| 1989   | トライゴン・ファイヤー Trigon Fire                           | ジェームズ・フォード         |                      |
| 1989   | ドライビング・フォース Driving Force                         | スティーヴ                   |                      |
| 1989   | メイド・イン・L.A. L.A. Takedown                             | ジミー                       | テレビ映画           |
| 1989   | ワン・マン・フォース One Man Force                           | ピート                       |                      |
| 1990   | バトルストーム In Gold We Trust                              | ジェフ・スレイター           |                      |
| 1992   | マックス・フォース Maximum Force                             | マイケル                     |                      |
| 1992   | ナイト・リズム/セクシーDJ殺人事件 Night Rhythms              | ジャクソン                   | オリジナルビデオ作品 |
| 1993   | ダヴィンチ・ウォーズ Da Vinci's War                          | ジム・ホルブロック           |                      |
| 1993   | レイジング・フィスト Fist of Honor                           | フィスト・サリヴァン         |                      |
| 1993   | ブルー・リベンジ Lady Dragon 2                               | レッド                       |                      |
| 1993   | レイジング・シティ/野獣捜査線 South Beach                    | ビリー                       |                      |
| 1996   | TOO BEAUTIFUL TO KILL Where Truth Lies                       | ジェームズ                   |                      |
| 1996   | アメリカン・バイオレンス American Strays                     | Exterminator                 |                      |
| 1996   | BAJA RUN/デス・ドライブ Baja Run                             | カール・ブルベイカー         |                      |
| 1997   | T・N・T 戦略傭兵部隊 T.N.T.                                  | グリール                     |                      |
| 1998   | エグゼクティブ・エクスプレス プリズンブレイク Evasive Action | Convict                      |                      |
| 2001   | デッド・セクシー Dead Sexy                                   | Rackles                      | ビデオ作品           |
| 2007   | レディ・ヴァンパイア 美しき聖戦 Revamped                     | Jake Hardcastle              | ビデオ作品           |
| 2012   | テッド Ted                                                   | 本人役                       |                      |
| 2015   | テッド2 Ted 2                                                | 本人役                       |                      |
| 2019   | The Silent Natural                                           | Jacob Hoy                    |                      |

### テレビシリーズ
| 放映年    | 邦題 原題                                    | 役名               | 備考                               |
| --------- | -------------------------------------------- | ------------------ | ---------------------------------- |
| 1981-1982 | 特攻消防隊コード・レッド Code Red            | クリス             | 8エピソードに出演                  |
| 1987-1988 | The Highwayman                               | ハイウェイマン     | 10エピソードに出演                 |
| 1991      | ゴースト・コップ Shades of LA                | BJ・マコウスキー   | 2エピソードに出演                  |
| 1993      | ベイウォッチ Baywatch                        | ケン・ジョーダン   | 2エピソードに出演                  |
| 1998-2001 | ハリウッド・サファリ Hollywood Safari        | トロイ・ジョンソン | 23エピソードに出演                 |
| 1999      | 絹の疑惑 シルク・ストーキング Silk Stalkings | シドニー           | 2エピソードに出演                  |
| 1999      | スターゲイト SG-1 Stargate SG-1              | アーリス・ボック   | 第3シーズン第7話「宇宙の賞金稼ぎ」 |
| 2007      | フラッシュ・ゴードン Flash Gordon            | クレブ             | 1エピソードに出演                  |